# 稚内テレビ中継局

稚内テレビ中継局（わっかないテレビちゅうけいきょく）は、北海道稚内市こまどり3丁目にあるテレビ中継局である。

## 概要
当中継局は、NHK旭川放送局と在札民放テレビ局が中継局を置き、稚内市内及び周辺地域へ電波を発射している。
ここでは、NHK旭川放送局FM放送と北海道放送（HBC）稚内テレビ中継局に併設されている稚内緑町中継局、稚内市内にある西稚内中継局・抜海中継局・上勇知中継局・北稚内中継局・稚内宝来中継局、稚内市のコミュニティFM局「FMわっぴ〜」送信所についても併せて記述する。

## 稚内テレビ・FM中継局
中継局は、稚内市こまどり3丁目9番地の富士見が丘に設置されている（稚内ユースホステルに隣接。近くにこまどりスキー場がある）。

### デジタルテレビ放送
| リモコン キーID | 放送局名             | チャンネル 番号 | 空中線 電力 | ERP  | 偏波面   | 放送対象地域                         | 放送区域 内世帯数 | 運用開始日      |
| --------------- | -------------------- | --------------- | ----------- | ---- | -------- | ------------------------------------ | ----------------- | --------------- |
| 1               | HBC 北海道放送       | 16              | 20W         | 135W | 水平偏波 | 北海道                               | 約15,800世帯      | 2009年 11月30日 |
| 2               | NHK 旭川教育         | 20              | 20W         | 130W | 水平偏波 | 全国                                 | 約15,800世帯      | 2009年 1月27日  |
| 3               | NHK 旭川総合         | 44              | 20W         | 130W | 水平偏波 | 道北圏 （上川・留萌・ 宗谷・北空知） | 約15,800世帯      | 2009年 1月27日  |
| 5               | STV 札幌テレビ放送   | 32              | 20W         | 135W | 水平偏波 | 北海道                               | 約15,800世帯      | 2009年 11月30日 |
| 6               | HTB 北海道テレビ放送 | 42              | 20W         | 130W | 水平偏波 | 北海道                               | 約15,800世帯      | 2009年 11月30日 |
| 7               | TVh テレビ北海道     | 33              | 20W         | 140W | 水平偏波 | 北海道                               | 約15,800世帯      | 2014年 10月30日 |
| 8               | UHB 北海道文化放送   | 18              | 20W         | 135W | 水平偏波 | 北海道                               | 約15,800世帯      | 2009年 11月30日 |

- 放送エリアは稚内市の一部。

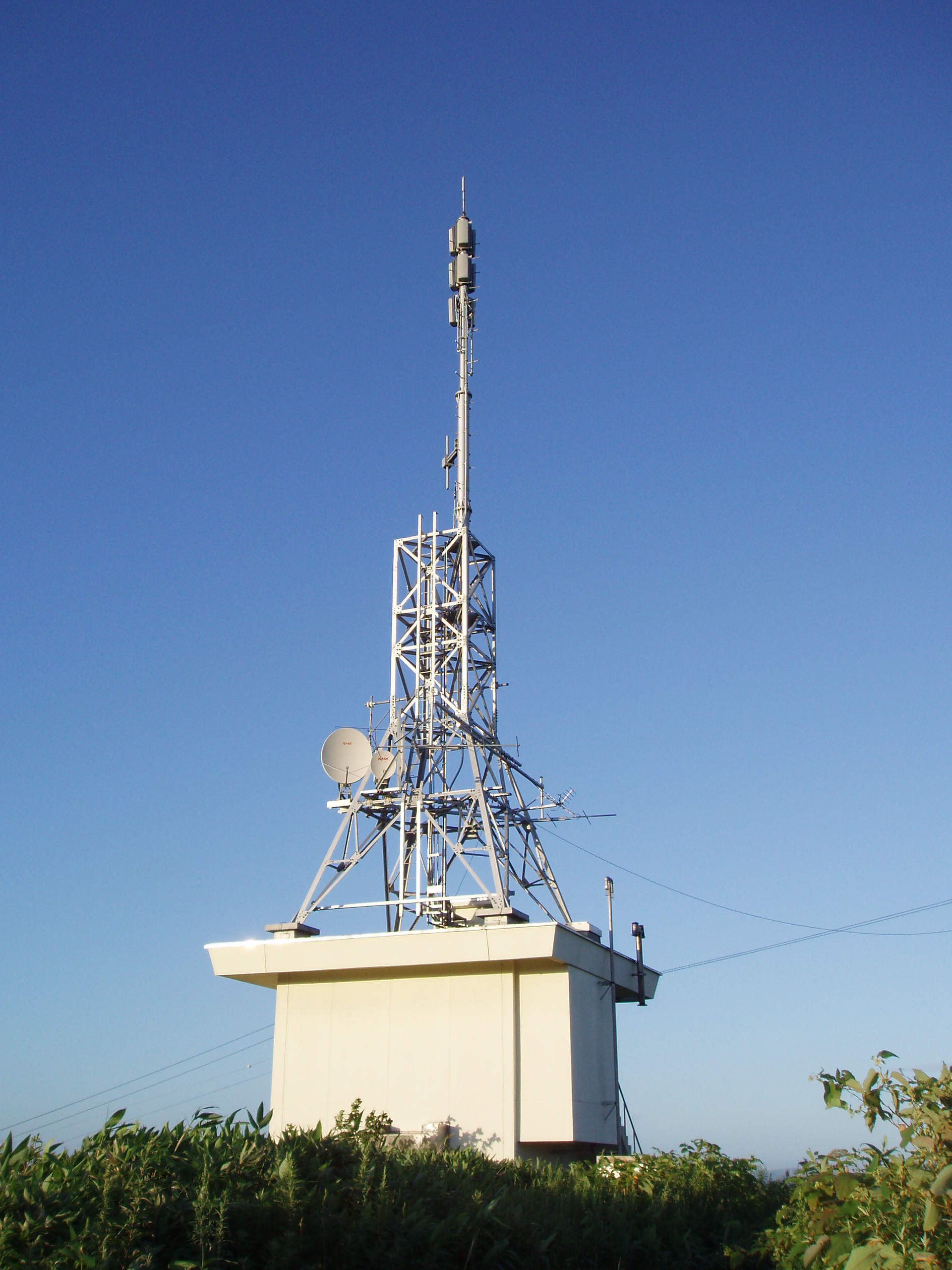
稚内中継局（NHK）

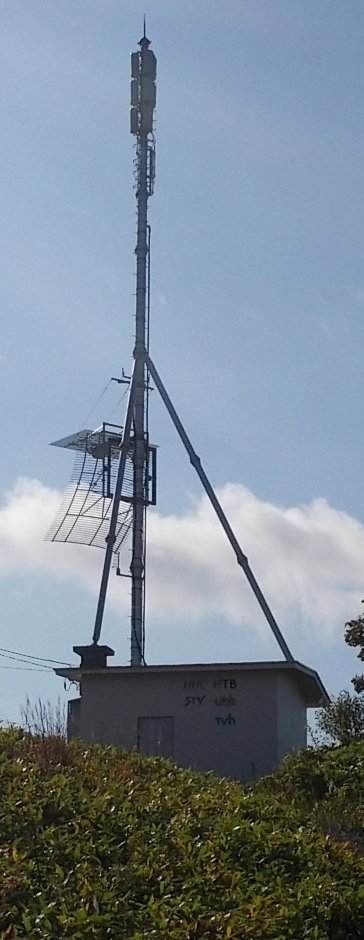
稚内中継局
（HBCデジタル・STV・HTB・UHB・TVh）

- NHK旭川は、2008年12月19日に予備免許交付、12月25日から試験放送開始、2009年1月27日に本免許交付され、同日から本放送開始。
- 民放は、TVhを除く4局が2009年9月7日に予備免許交付、11月10日に試験放送開始、11月30日に本免許交付され、同日から本放送開始。またTVhは2014年8月25日に予備免許交付[1]、10月1日に試験放送開始[2]、10月30日に本免許交付され、同日から本放送開始[3]。

### アナログテレビ放送
| チャンネル 番号 | 放送局名             | 空中線 電力       | ERP                 | 偏波面       | 放送対象地域                           | 放送区域 内世帯数 | 運用開始日      |
| --------------- | -------------------- | ----------------- | ------------------- | ------------ | -------------------------------------- | ----------------- | --------------- |
| 10              | HBC 北海道放送       | 映像100W/ 音声25W | 音声440W/ 音声110W  | 垂直偏波     | 北海道                                 | -                 | 1965年 11月12日 |
| 6 → 22          | STV 札幌テレビ放送   | 映像200W/ 音声50W | 映像1.5kW/ 音声380W | 水平偏波     | 北海道                                 | -                 | 1965年 12月1日  |
| 24              | HTB 北海道テレビ放送 | 映像200W/ 音声50W | 映像1.5kW/ 音声380W | 水平偏波     | 北海道                                 | -                 | 1976年 11月11日 |
| 26              | UHB 北海道文化放送   | 映像200W/ 音声50W | 映像1.5kW/ 音声380W | 水平偏波     | 北海道                                 | -                 | 1976年 11月11日 |
| 4 → 28          | NHK 旭川総合         | 映像200W/ 音声50W | 映像1.5kW/ 音声370W | 水平偏波     | 道北圏 （上川・ 留萌・ 宗谷・ 北空知） | -                 | 1963年 10月21日 |
| 12 → 30         | NHK 旭川教育         | 映像200W/ 音声50W | 映像1.5kW/ 音声370W | 水平偏波     | 全国                                   | -                 | 1963年 12月1日  |
| 20 （割当のみ） | TVh テレビ北海道     | （開局せず）      | （開局せず）        | （開局せず） | （開局せず）                           | （開局せず）      | （開局せず）    |

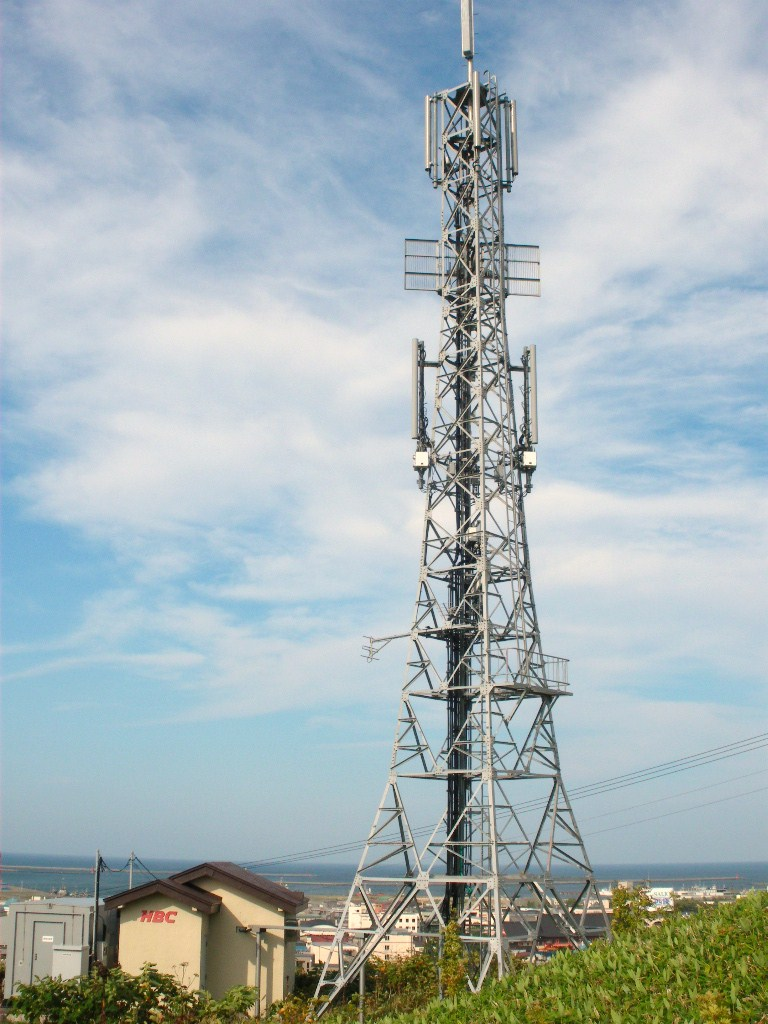
稚内中継局・稚内緑町中継局（HBCアナログ）。2015年12月現在、鉄塔のみ残され局舎は取り壊されている

- 2011年7月24日をもってすべて廃止された。
- TVhにはチャンネルが割り当てられていたが開局せず、当該チャンネルは後にNHK教育デジタルテレビのチャンネルに転用された。
- NHK、STVの放送波が1970年代末期にVHFからUHFに切り替えられたのは、1970年以降、ソビエト連邦（当時）のVHF帯軍事用レーダーの妨害による受信障害があったためである[8]。
- HBCではかつて、お天気カメラを設置していた。

### FMラジオ放送
| 周波数  | 放送局名   | 呼出符号   | 空中線 電力 | ERP  | 偏波面   | 放送対象地域                        | 放送区域 内世帯数 | 運用開始日                     |
| ------- | ---------- | ---------- | ----------- | ---- | -------- | ----------------------------------- | ----------------- | ------------------------------ |
| 76.1MHz | FMわっぴ〜 | JOZZ1AH-FM | 50W         | 85W  | 水平偏波 | 稚内市                              | 17,256世帯        | 1996年 7月1日                  |
| 84.5MHz | NHK旭川FM  | -          | 100W        | 115W | 垂直偏波 | 道北圏（上川・留萌・ 宗谷・北空知） | -                 | 1969年3月1日 （1967年12月8日） |

- 運用開始日の括弧内は実用化試験局の開始日。
- FMラジオの放送中継局では当中継局が最北端である。
- AIR-G'・FM NORTH WAVEは放送エリア外のため公式エリアとして見なされていないが、いずれもradikoで聴取可能である（AIR-Gは2011年4月から、FM NORTH WAVEは2015年7月30日から同時再送信を開始）。
- FMわっぴ〜の放送エリアは稚内市のほぼ全域。
- FMわっぴ〜の送信所は、稚内テレビ中継局から北西の方向にある稚内市稚内村ヤムワッカナイの稚内市開基百年記念塔にあり、稚内市全世帯（18,723世帯）のうち92.2%をカバーしている。開局当初は出力10Wで、1999年10月31日までは区域内世帯数が16,908世帯（当時、市内全世帯18,250世帯の92.6%をカバー）であったが、難聴取対策などを目的とした規制緩和措置がはじめて適用され、同年11月1日から出力が20W（ERP・34W）に倍増となり、区域内世帯数が約350世帯増加した[11]。さらに2012年3月には出力がこれまでの2.5倍にあたる50Wに増力された。

### HBC稚内緑町テレビ中継局
HBC稚内緑町中継局は、1981年、混信対策のため稚内中継局に併設された。

#### アナログテレビ放送
| チャンネル 番号 | 放送局名       | 空中線 電力       | ERP               | 偏波面   | 放送対象地域 | 放送区域 内世帯数 | 運用開始日      |
| --------------- | -------------- | ----------------- | ----------------- | -------- | ------------ | ----------------- | --------------- |
| 54              | HBC 北海道放送 | 映像3W/ 音声750mW | 映像31W/ 音声7.9W | 水平偏波 | 北海道       | -                 | 1981年 12月25日 |

- 2011年7月24日をもって廃止された。

## 稚内市内の他のテレビ中継局

### 西稚内テレビ中継局

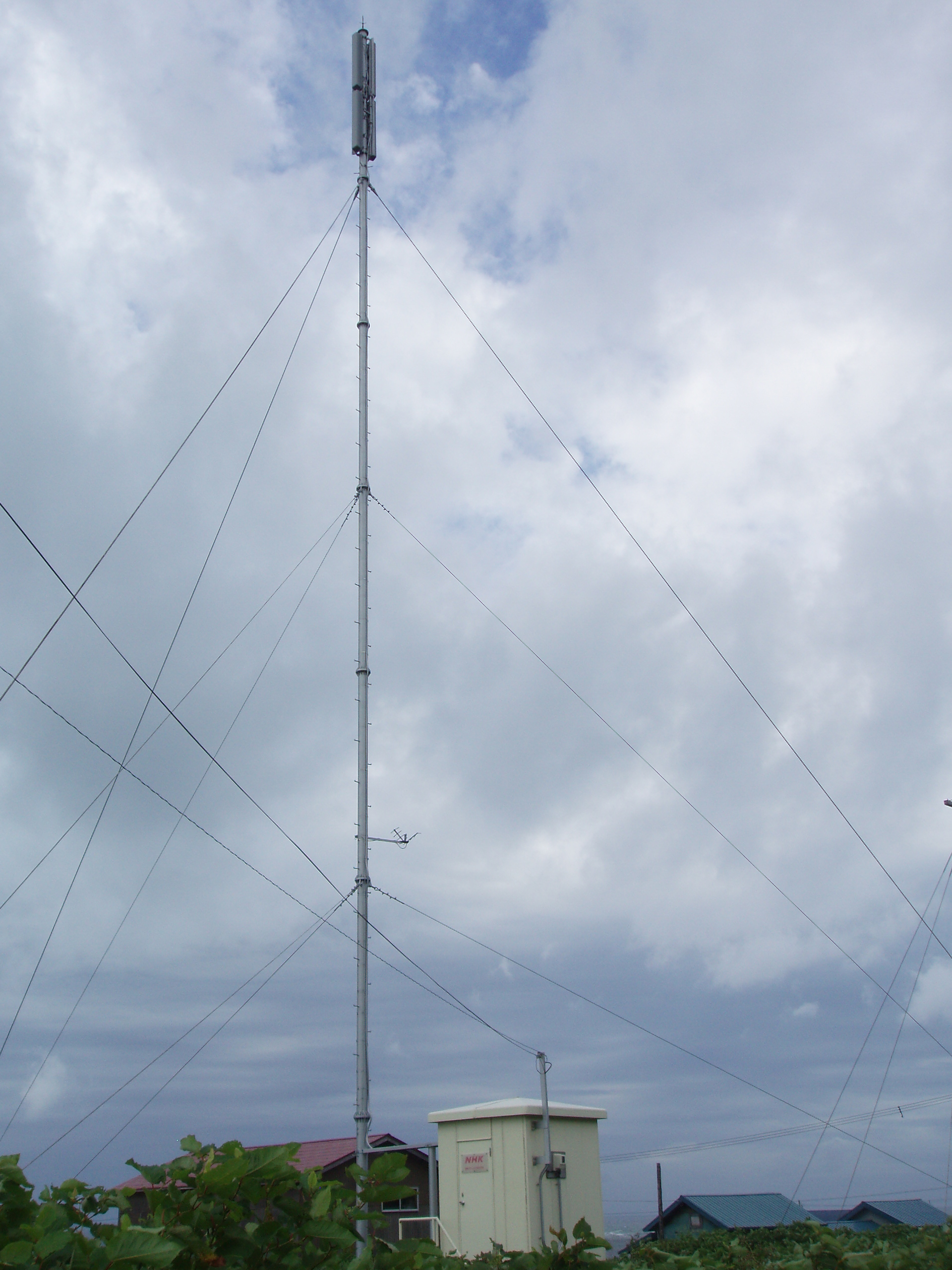
西稚内中継局（NHK）

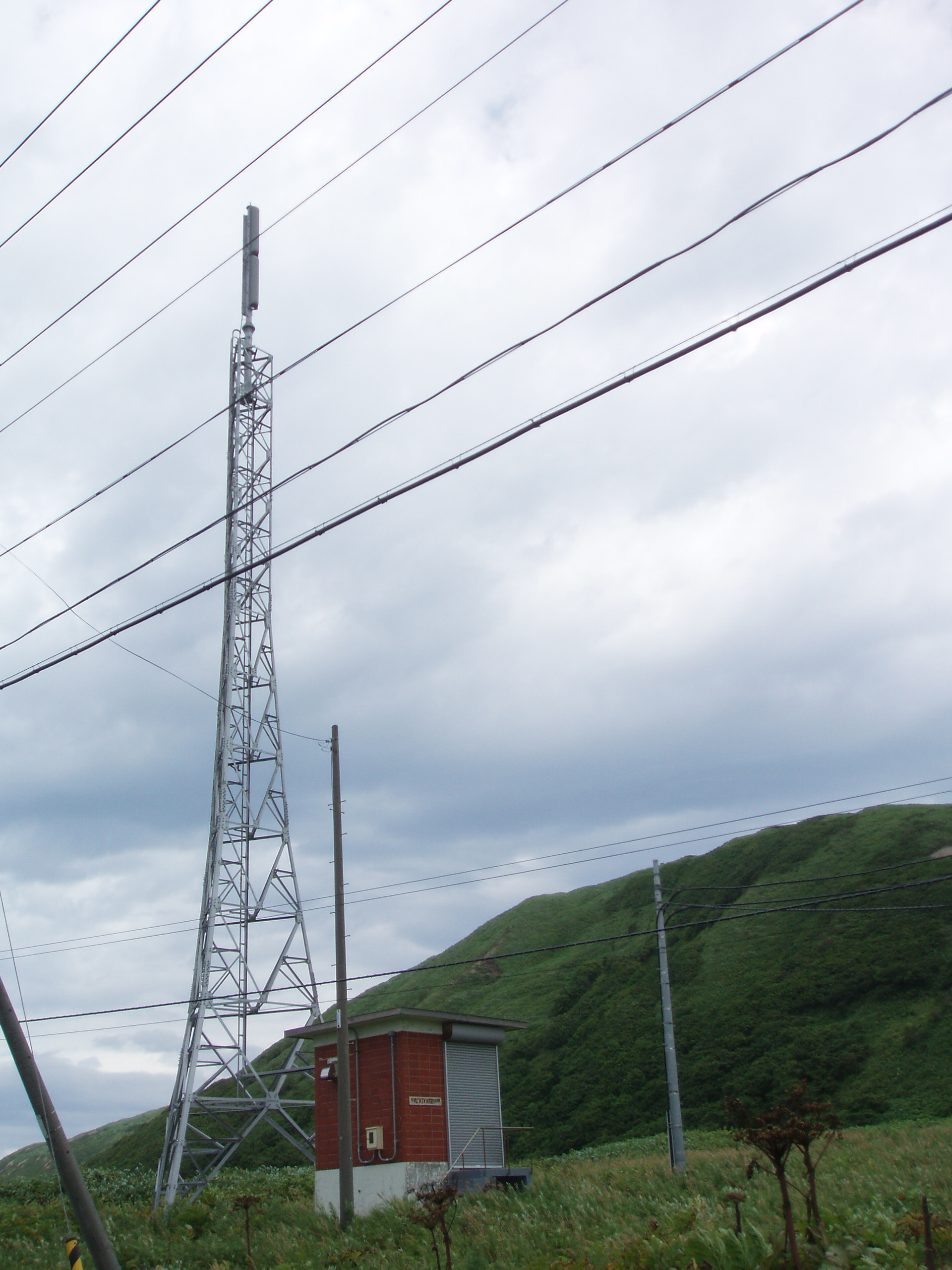
西稚内中継局（民放）

稚内市西浜1丁目に置かれている。

#### デジタルテレビ放送
| リモコン キーID | 放送局名             | チャンネル 番号 | 空中線 電力 | ERP  | 偏波面   | 放送対象地域                         | 放送区域 内世帯数 | 運用開始日      |
| --------------- | -------------------- | --------------- | ----------- | ---- | -------- | ------------------------------------ | ----------------- | --------------- |
| 1               | HBC 北海道放送       | 16              | 300mW       | 2.7W | 水平偏波 | 北海道                               | 約400世帯         | 2010年 12月24日 |
| 2               | NHK 旭川教育         | 20              | 300mW       | 3W   | 水平偏波 | 全国                                 | 約400世帯         | 2009年 12月24日 |
| 3               | NHK 旭川総合         | 44              | 300mW       | 2.9W | 水平偏波 | 道北圏 （上川・留萌・ 宗谷・北空知） | 約400世帯         | 2009年 12月24日 |
| 5               | STV 札幌テレビ放送   | 32              | 300mW       | 2.6W | 水平偏波 | 北海道                               | 約400世帯         | 2010年 12月24日 |
| 6               | HTB 北海道テレビ放送 | 42              | 300mW       | 2.4W | 水平偏波 | 北海道                               | 約400世帯         | 2010年 12月24日 |
| 7               | TVh テレビ北海道     | 33              | 300mW       | 2.7W | 水平偏波 | 北海道                               | 約400世帯         | 2014年 12月26日 |
| 8               | UHB 北海道文化放送   | 18              | 300mW       | 2.6W | 水平偏波 | 北海道                               | 約400世帯         | 2010年 12月24日 |

- NHK旭川は、2009年11月10日に予備免許交付、11月30日から試験放送開始。12月24日に本免許交付され、同日本放送開始。
- 民放は、TVhを除く4局は2010年9月9日に予備免許交付、11月25日に試験放送開始。12月24日に本免許を交付され、同日本放送開始。なお、当中継局の試験電波発射によりTVhを除く民放各局は道北・北空知管内の全てのデジタル中継局から電波を発射したことになる。
- TVhは2014年10月27日に予備免許交付[13]、11月11日に試験放送開始、12月26日に本免許交付され、同日本放送開始[3]。

#### アナログテレビ放送
| チャンネル 番号 | 放送局名             | 空中線 電力       | ERP               | 偏波面   | 放送対象地域                         | 放送区域 内世帯数 | 運用開始日      |
| --------------- | -------------------- | ----------------- | ----------------- | -------- | ------------------------------------ | ----------------- | --------------- |
| 50              | NHK 旭川教育         | 映像3W/ 音声750mW | 映像28W/ 音声7W   | 水平偏波 | 全国                                 | -                 | 1969年 9月1日   |
| 52              | NHK 旭川総合         | 映像3W/ 音声750mW | 映像28W/ 音声7W   | 水平偏波 | 道北圏 （上川・留萌・ 宗谷・北空知） | -                 | 1969年 9月1日   |
| 54              | HBC 北海道放送       | 映像3W/ 音声750mW | 映像27W/ 音声6.8W | 水平偏波 | 北海道                               | -                 | 1972年 11月24日 |
| 56              | STV 札幌テレビ放送   | 映像3W/ 音声750mW | 映像27W/ 音声6.8W | 水平偏波 | 北海道                               | -                 | 1972年 11月22日 |
| 58              | HTB 北海道テレビ放送 | 映像3W/ 音声750mW | 映像28W/ 音声7W   | 水平偏波 | 北海道                               | -                 |                 |
| 60              | UHB 北海道文化放送   | 映像3W/ 音声750mW | 映像28W/ 音声7W   | 水平偏波 | 北海道                               | -                 |                 |

- 2011年7月24日をもってすべて廃止された。なお、TVhにはチャンネルが割り当てられていなかった。

### 北稚内テレビ中継局

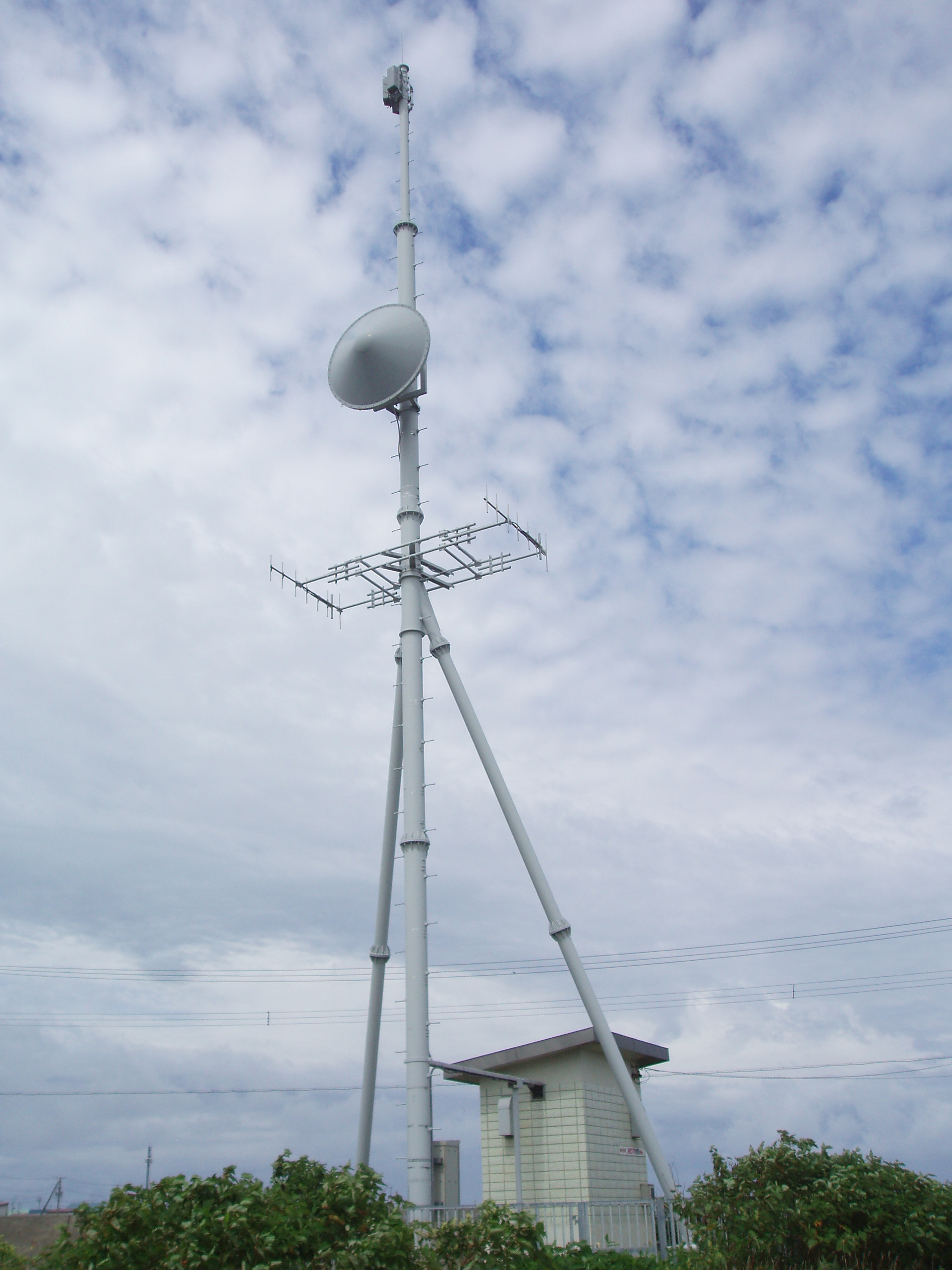
北稚内中継局（民放アナログ・デジタル、NHKアナログ）

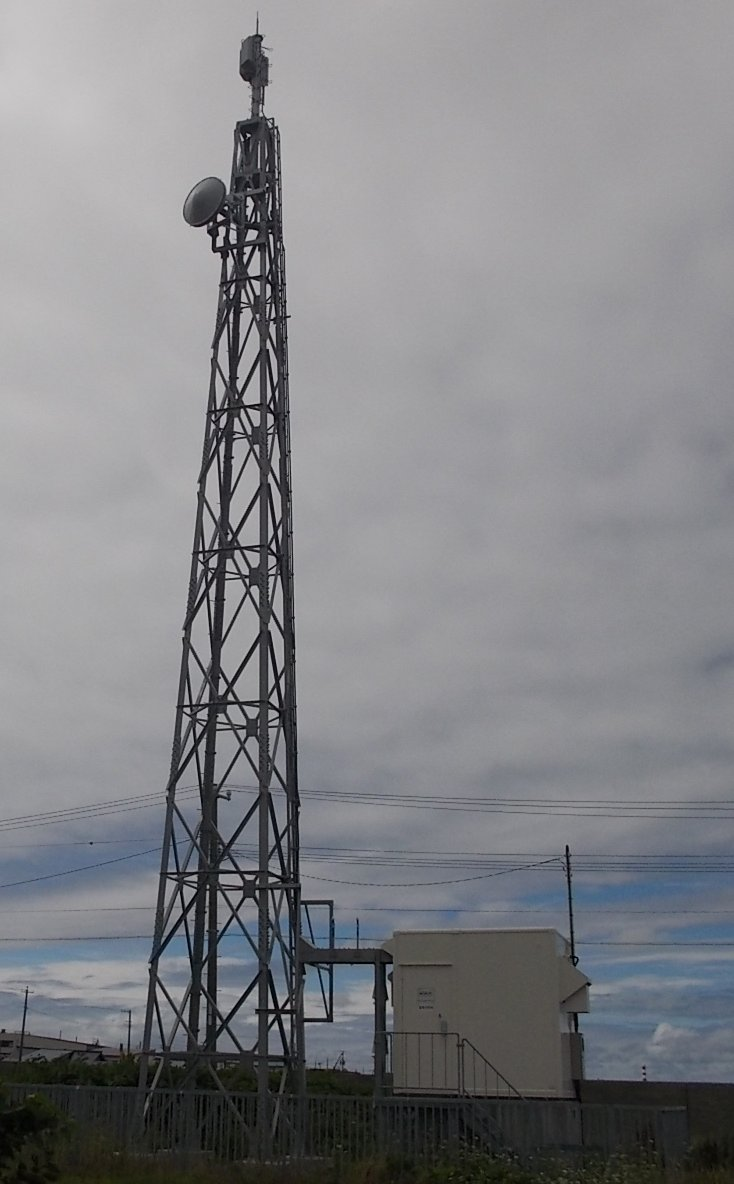
北稚内中継局（NHKデジタル）

稚内市恵比須4丁目に置かれている。

#### デジタルテレビ放送
| リモコン キーID | 放送局名             | チャンネル 番号 | 空中線 電力 | ERP   | 偏波面   | 放送対象地域                         | 放送区域 内世帯数 | 運用開始日      |
| --------------- | -------------------- | --------------- | ----------- | ----- | -------- | ------------------------------------ | ----------------- | --------------- |
| 1               | HBC 北海道放送       | 16              | 100mW       | 210mW | 水平偏波 | 北海道                               | 約1,400世帯       | 2010年 11月30日 |
| 2               | NHK 旭川教育         | 20              | 100mW       | 260mW | 水平偏波 | 全国                                 | 約1,400世帯       | 2010年 11月30日 |
| 3               | NHK 旭川総合         | 31              | 100mW       | 250mW | 水平偏波 | 道北圏 （上川・留萌・ 宗谷・北空知） | 約1,400世帯       | 2010年 11月30日 |
| 5               | STV 札幌テレビ放送   | 32              | 100mW       | 195mW | 水平偏波 | 北海道                               | 約1,400世帯       | 2010年 11月30日 |
| 6               | HTB 北海道テレビ放送 | 29              | 100mW       | 195mW | 水平偏波 | 北海道                               | 約1,400世帯       | 2010年 11月30日 |
| 7               | TVh テレビ北海道     | 33              | 100mW       | 195mW | 水平偏波 | 北海道                               | 約1,400世帯       | 2014年 12月26日 |
| 8               | UHB 北海道文化放送   | 18              | 100mW       | 200mW | 水平偏波 | 北海道                               | 約1,400世帯       | 2010年 11月30日 |

- TVhを除く各局は2010年10月6日予備免許交付、10月27日に試験放送開始、11月30日に本免許交付され、同日本放送開始。
- またTVhは2014年10月27日予備免許交付[13]、11月12日に試験放送開始、12月26日に本免許交付され、同日本放送開始[3]。

#### アナログテレビ放送
| チャンネル | 放送局名             | 空中線 電力       | ERP                 | 偏波面   | 放送対象地域                         | 放送区域 内世帯数 | 運用開始日     |
| ---------- | -------------------- | ----------------- | ------------------- | -------- | ------------------------------------ | ----------------- | -------------- |
| 35         | NHK 旭川教育         | 映像1W/ 音声250mW | 映像2.2W/ 音声550mW | 水平偏波 | 全国                                 | -                 | 1973年 10月5日 |
| 37         | NHK 旭川総合         | 映像1W/ 音声250mW | 映像2.2W/ 音声550mW | 水平偏波 | 道北圏 （上川・留萌・ 宗谷・北空知） | -                 | 1973年 10月5日 |
| 43         | HBC 北海道放送       | 映像1W/ 音声250mW | 映像2.2W/ 音声550mW | 水平偏波 | 北海道                               | -                 |                |
| 45         | STV 札幌テレビ放送   | 映像1W/ 音声250mW | 映像2.2W/ 音声560mW | 水平偏波 | 北海道                               | -                 | 1992年 3月25日 |
| 47         | HTB 北海道テレビ放送 | 映像1W/ 音声250mW | 映像2.2W/ 音声550mW | 水平偏波 | 北海道                               | -                 |                |
| 49         | UHB 北海道文化放送   | 映像1W/ 音声250mW | 映像2.2W/ 音声550mW | 水平偏波 | 北海道                               | -                 |                |

- 2011年7月24日をもってすべて廃止された。なお、TVhにはチャンネルが割り当てられていなかった。

### 上勇知テレビ中継局

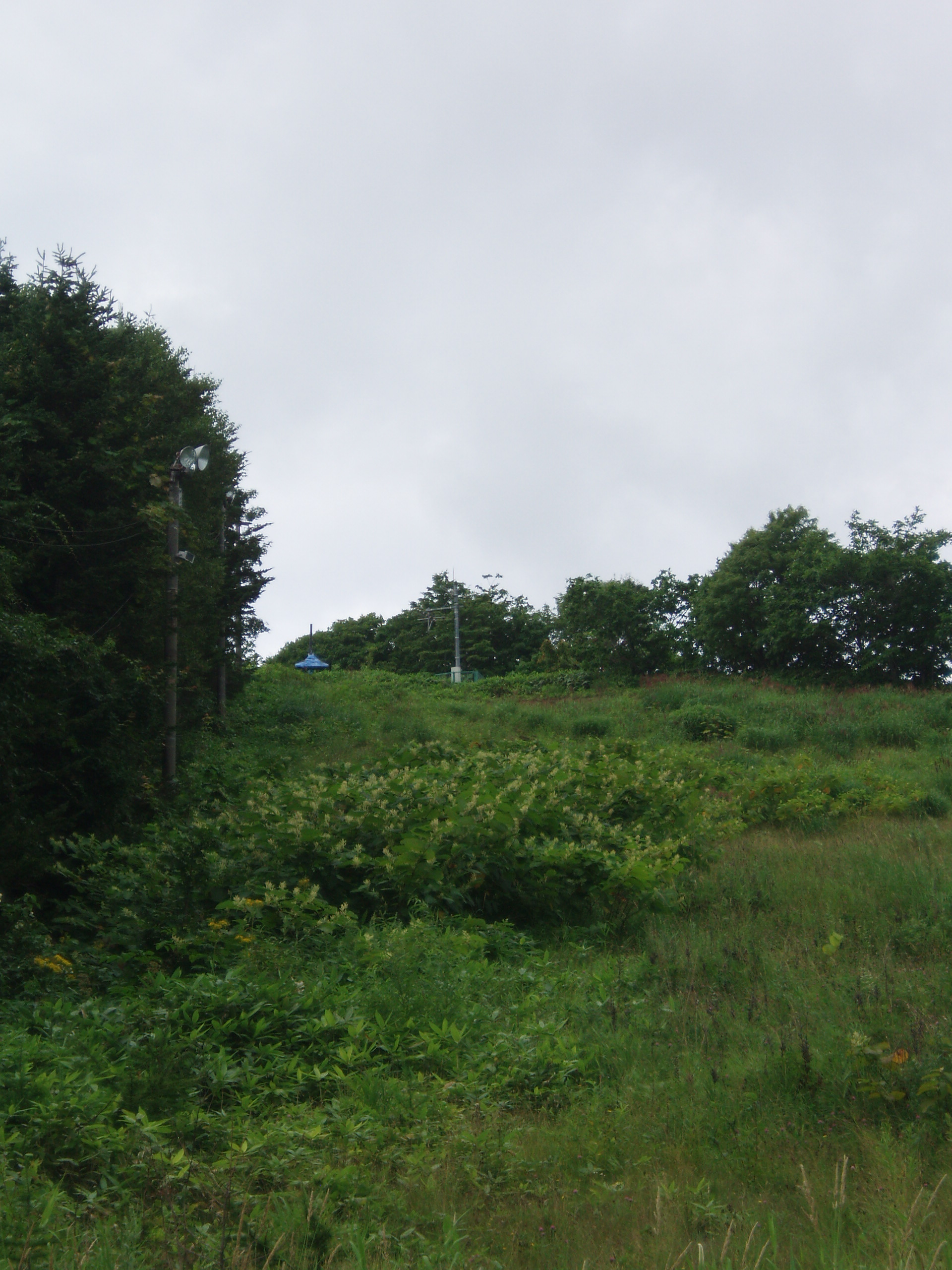
上勇知中継局

稚内市大字抜海村字上勇知に設置されている。

#### デジタルテレビ放送
| リモコン キーID | 放送局名             | チャンネル 番号 | 空中線 電力 | ERP    | 偏波面   | 放送対象地域                         | 放送区域 内世帯数 | 運用開始日      |
| --------------- | -------------------- | --------------- | ----------- | ------ | -------- | ------------------------------------ | ----------------- | --------------- |
| 1               | HBC 北海道放送       | 28              | 10mW        | 17.5mW | 水平偏波 | 北海道                               | 約50世帯          | 2010年 11月30日 |
| 2               | NHK 旭川教育         | 30              | 10mW        | 17.5mW | 水平偏波 | 全国                                 | 約50世帯          | 2010年 11月30日 |
| 3               | NHK 旭川総合         | 44              | 10mW        | 17.5mW | 水平偏波 | 道北圏 （上川・留萌・ 宗谷・北空知） | 約50世帯          | 2010年 11月30日 |
| 5               | STV 札幌テレビ放送   | 32              | 10mW        | 17.5mW | 水平偏波 | 北海道                               | 約50世帯          | 2010年 11月30日 |
| 6               | HTB 北海道テレビ放送 | 42              | 10mW        | 17.5mW | 水平偏波 | 北海道                               | 約50世帯          | 2010年 11月30日 |
| 7               | TVh テレビ北海道     | 24              | 10mW        | 17.5mW | 水平偏波 | 北海道                               | 約50世帯          | 2014年 12月26日 |
| 8               | UHB 北海道文化放送   | 26              | 10mW        | 17.5mW | 水平偏波 | 北海道                               | 約50世帯          | 2010年 11月30日 |

- NHKは2010年8月6日に、TVhを除く民放4局は10月22日にそれぞれ予備免許交付、11月9日に試験放送開始、11月30日に本免許交付され、同日本放送開始。
- TVhは2014年10月27日予備免許交付[13]、11月17日に試験放送開始、12月26日に本免許交付され、同日本放送開始[3]。

#### アナログテレビ放送
| チャンネル 番号 | 放送局名             | 空中線 電力         | ERP                 | 偏波面   | 放送対象地域                         | 放送区域 内世帯数 | 運用開始日    |
| --------------- | -------------------- | ------------------- | ------------------- | -------- | ------------------------------------ | ----------------- | ------------- |
| 52              | NHK 旭川教育         | 映像100mW/ 音声25mW | 映像140mW/ 音声35mW | 水平偏波 | 全国                                 | -                 | 1976年 3月8日 |
| 54              | HTB 北海道テレビ放送 | 映像100mW/ 音声25mW | 映像140mW/ 音声35mW | 水平偏波 | 北海道                               | -                 |               |
| 56              | UHB 北海道文化放送   | 映像100mW/ 音声25mW | 映像140mW/ 音声35mW | 水平偏波 | 北海道                               | -                 |               |
| 58              | STV 札幌テレビ放送   | 映像100mW/ 音声25mW | 映像140mW/ 音声35mW | 水平偏波 | 北海道                               | -                 | 1976年 3月8日 |
| 60              | NHK 旭川総合         | 映像100mW/ 音声25mW | 映像140mW/ 音声35mW | 水平偏波 | 道北圏 （上川・留萌・ 宗谷・北空知） | -                 | 1976年 3月8日 |
| 62              | HBC 北海道放送       | 映像100mW/ 音声25mW | 映像140mW/ 音声35mW | 水平偏波 | 北海道                               | -                 | 1976年 3月8日 |

- 2011年7月24日をもってすべて廃止された。なお、TVhにはチャンネルが割り当てられていなかった。

### 抜海テレビ中継局

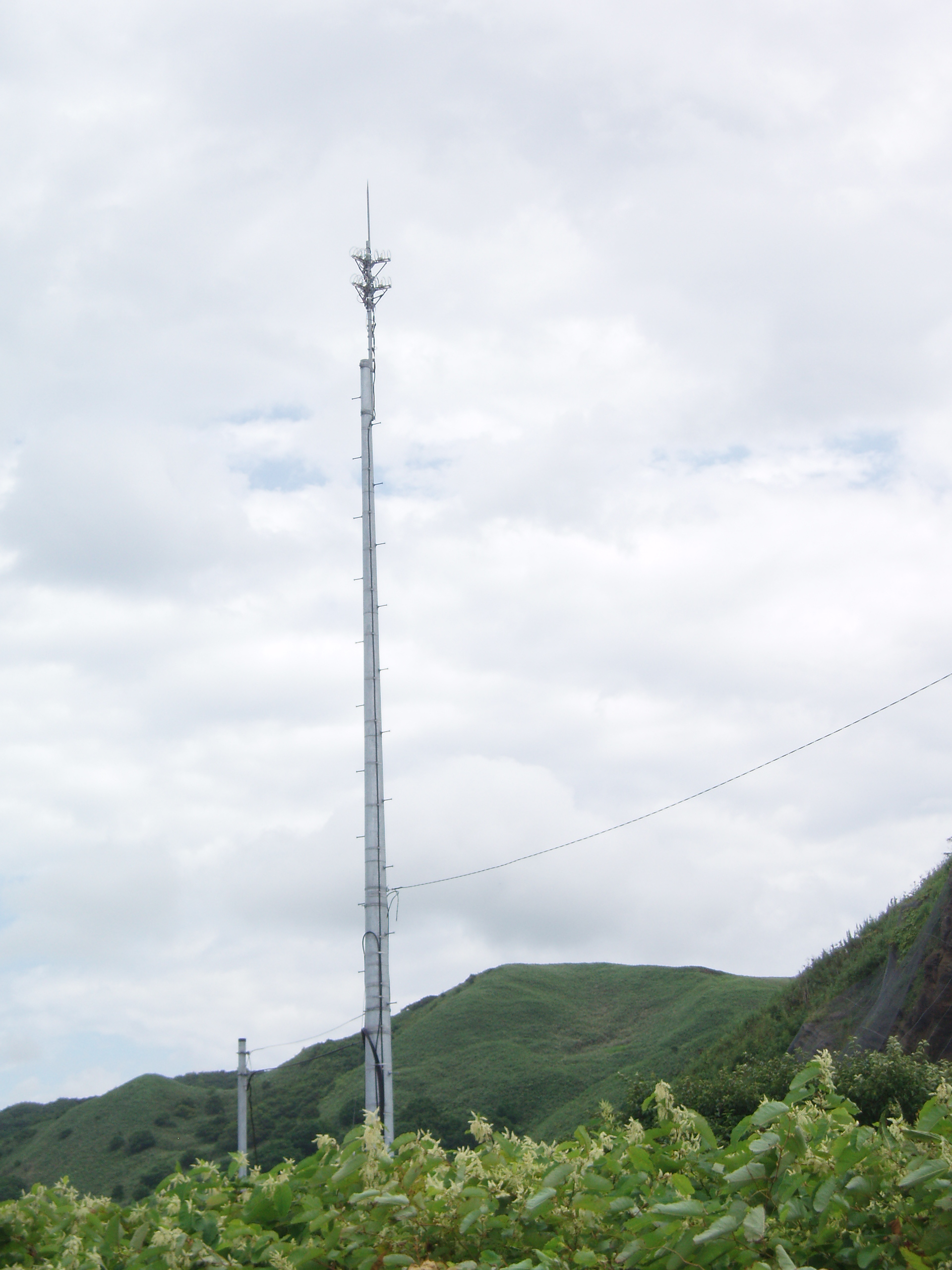
抜海中継局

稚内市大字抜海村字抜海に設置されている。

#### デジタルテレビ放送
| リモコン キーID | 放送局名             | チャンネル 番号 | 空中線 電力 | ERP    | 偏波面   | 放送対象地域                         | 放送区域 内世帯数 | 運用開始日      |
| --------------- | -------------------- | --------------- | ----------- | ------ | -------- | ------------------------------------ | ----------------- | --------------- |
| 1               | HBC 北海道放送       | 45              | 10mW        | 14.5mW | 水平偏波 | 北海道                               | 約40世帯          | 2010年 11月30日 |
| 2               | NHK 旭川教育         | 46              | 10mW        | 14.5mW | 水平偏波 | 全国                                 | 約40世帯          | 2010年 11月30日 |
| 3               | NHK 旭川総合         | 48              | 10mW        | 14.5mW | 水平偏波 | 道北圏 （上川・留萌・ 宗谷・北空知） | 約40世帯          | 2010年 11月30日 |
| 5               | STV 札幌テレビ放送   | 36              | 10mW        | 15mW   | 水平偏波 | 北海道                               | 約40世帯          | 2010年 11月30日 |
| 6               | HTB 北海道テレビ放送 | 43              | 10mW        | 15mW   | 水平偏波 | 北海道                               | 約40世帯          | 2010年 11月30日 |
| 7               | TVh テレビ北海道     | 40              | 10mW        | 15mW   | 水平偏波 | 北海道                               | 約40世帯          | 2014年 12月26日 |
| 8               | UHB 北海道文化放送   | 34              | 10mW        | 15mW   | 水平偏波 | 北海道                               | 約40世帯          | 2010年 11月30日 |

- NHKは2010年7月7日に、TVhを除く民放4局は10月22日にそれぞれ予備免許交付、11月9日に試験放送開始、11月30日に本免許交付され、同日本放送開始。
- TVhは2014年10月27日予備免許交付[13]、11月10日に試験放送開始、12月26日に本免許交付され、同日本放送開始[3]。

#### アナログテレビ放送
| チャンネル 番号 | 放送局名             | 空中線 電力         | ERP                 | 偏波面   | 放送対象地域                         | 放送区域 内世帯数 | 運用開始日     |
| --------------- | -------------------- | ------------------- | ------------------- | -------- | ------------------------------------ | ----------------- | -------------- |
| 49              | NHK 旭川教育         | 映像100mW/ 音声25mW | 映像150mW/ 音声37mW | 水平偏波 | 全国                                 | -                 | 1977年 8月24日 |
| 51              | NHK 旭川総合         | 映像100mW/ 音声25mW | 映像150mW/ 音声37mW | 水平偏波 | 道北圏 （上川・留萌・ 宗谷・北空知） | -                 | 1977年 8月24日 |
| 53              | HBC 北海道放送       | 映像100mW/ 音声25mW | 映像145mW/ 音声37mW | 水平偏波 | 北海道                               | -                 | 1977年 8月24日 |
| 55              | STV 札幌テレビ放送   | 映像100mW/ 音声25mW | 映像150mW/ 音声37mW | 水平偏波 | 北海道                               | -                 | 1977年 8月23日 |
| 57              | HTB 北海道テレビ放送 | 映像100mW/ 音声25mW | 映像150mW/ 音声37mW | 水平偏波 | 北海道                               | -                 | 1977年 8月24日 |
| 59              | UHB 北海道文化放送   | 映像100mW/ 音声25mW | 映像150mW/ 音声37mW | 水平偏波 | 北海道                               | -                 | 1977年 8月24日 |

- 2011年7月24日をもってすべて廃止された。なお、TVhにはチャンネルが割り当てられていなかった。

### 稚内宝来テレビ中継局
稚内市宝来5丁目に設置されたミニサテライト局で、設備は稚内市立稚内中学校の屋上に設置されていた。
| チャンネル 番号 | 放送局名             | 空中線 電力         | ERP                 | 偏波面   | 放送対象地域                         | 放送区域 内世帯数 | 運用開始日     |
| --------------- | -------------------- | ------------------- | ------------------- | -------- | ------------------------------------ | ----------------- | -------------- |
| 51              | HTB 北海道テレビ放送 | 映像100mW/ 音声25mW | 映像180mW/ 音声44mW | 水平偏波 | 北海道                               | -                 | 1979年 9月17日 |
| 53              | UHB 北海道文化放送   | 映像100mW/ 音声25mW | 映像175mW/ 音声44mW | 水平偏波 | 北海道                               | -                 | 1979年 9月17日 |
| 55              | NHK 旭川総合         | 映像100mW/ 音声25mW | 映像175mW/ 音声44mW | 水平偏波 | 道北圏 （上川・留萌・ 宗谷・北空知） | -                 | 1979年 9月17日 |
| 57              | NHK 旭川教育         | 映像100mW/ 音声25mW | 映像175mW/ 音声44mW | 水平偏波 | 全国                                 | -                 | 1979年 9月17日 |
| 59              | STV 札幌テレビ放送   | 映像100mW/ 音声25mW | 映像175mW/ 音声44mW | 水平偏波 | 北海道                               | -                 | 1979年 9月17日 |
| 61              | HBC 北海道放送       | 映像100mW/ 音声25mW | 映像175mW/ 音声45mW | 水平偏波 | 北海道                               | -                 | 1979年 9月17日 |

- デジタル中継局については稚内中継局または北稚内中継局でカバーできることから置局されず、2011年7月24日をもってすべて廃止された。なお、TVhにはチャンネルが割り当てられていなかった。

## 施設
- 稚内テレビ中継局はNHK旭川放送局（アナログUHF･デジタル･FM）とHBC（アナログVHF）はそれぞれ単独。民放各局（アナログUHF・デジタル。HBCはデジタルのみ）は共同使用である。
  - 民放のデジタル放送施設の局舎はもともと1976年にHTB・UHB共同のアナログUHFテレビ中継局として開局し、その後、単独で設置していたSTVがVHF波からUHF波に変更された際にこの施設に加わった。そして、地上デジタル放送中継局の開局の際、既存のSTV・HTB・UHBのアナログ放送中継局施設をそのまま使用する形で前者3局にHBCも加わり、さらに2014年にはTVhもこの施設に相乗りしたため最終的にすべての民放局が共同使用する形となった。そのためHBCアナログ中継局（併設の稚内緑町中継局を含む）のみ2011年7月24日のアナログ放送終了をもって運用を終えた。なお前述の通り、HBCアナログ中継局には天気カメラが設置されていた。
- 西稚内・北稚内はNHK旭川放送局は単独。民放は共同使用である（どちらも局舎あり）。
  - 北稚内はアナログ放送時代、NHKと民放各局をあわせた共同使用となっていたが、デジタル化の際、NHKは隣接地に単独のデジタル中継局が新規建設され、既存のNHKと民放各局のアナログ放送施設には民放各局のデジタル放送設備が加わった。
- 抜海・上勇知・稚内宝来は共同使用である。

※2009年2月15日にNHK総合テレビの自己批評番組「三つのたまご」で稚内テレビ中継局の設備内（地上デジタル放送の送信機器調整）の様子が全国放送で紹介された。

## トピックス
- 放送中断事故[22]

2007年6月9日14時15分頃から約45分間、稚内中継局を含む付近一帯の停電に伴い、当時稚内市内に中継局を設置していなかったTVhを除く民放4社の放送が中断する事故が発生した。なお、NHKは中継局に予備電源（無停電電源装置・自家発電装置）を設置しているためほとんど中断しなかった。